# Beautiful Intentions
Beautiful Intentions är ett studioalbum av den engelska popsångerskan Melanie C, som utgavs den 11 april 2005.

## Albuminformation
Albumet är det tredje soloalbumet från den före detta Spice Girls-medlemmen. Beautiful Intentions gavs ut av skivbolaget Red Girl Records, som Melanie Chisholm själv har grundat.
Albumet har sålt guld i flera länder; Tyskland (200 000+), Schweiz (50 000+) och Österrike (35 000+). I Portugal toppade skivan försäljningslistorna nio veckor i rad och sålde drygt 38 000 exemplar, vilket räckte till platina (20 000+). I Storbritannien såldes albumet i 8 970 exemplar enbart den första veckan. I Sverige blev 32:a plats den högsta placeringen på försäljningslistan.

## Låtlista
1. "Beautiful Intentions" (Chisholm, Boddy, Ladimeji) – 3:52
2. "Next Best Superstar" (Argyle) – 3:29
3. "Better Alone" (Chisholm, Vettese) – 4:35
4. "Last Night on Earth" (Chisholm, Thornalley, Munday) – 3:28
5. "You Will See" (Chisholm, Kroeyer, Binzer, Owais, Odedere) – 3:29
6. "Never Say Never" (Chisholm) – 3:11
7. "Good Girl" (Chisholm, Johanson) – 4:07
8. "Don't Need This" (Chisholm, Hatwell, Lane) – 3:50
9. "Little Piece of Me" (Chisholm, Buckton, Woodroffe) – 3:00
10. "Here and Now" (Chisholm, Benbrook, Simmons) – 4:29
11. "Take Your Pleasure" (Chisholm, Boddy, Ladimeji) – 3:11
12. "You'll Get Yours" (Chisholm, Vettese) – 4:43
13. "First Day of My Life" - (Guy Chambers, Enrique Iglesias) 4:04 (på nyutgåva)